# Raionul Nosivka, Cernihiv
Nosivka (în ucraineană Носівський район, transliterat: Nosivskîi raion) este un raion în regiunea Cernigău, Ucraina. Reședința sa este orașul Nosivka.

## Demografie
Componența lingvistică a raionului Nosivka
     Ucraineană (97,92%)
     Rusă (1,71%)
     Alte limbi (0,31%)
Conform recensământului din 2001, majoritatea populației raionului Nosivka era vorbitoare de ucraineană (97,92%), existând în minoritate și vorbitori de rusă (1,71%).